# Bereket (Turkmenistan)

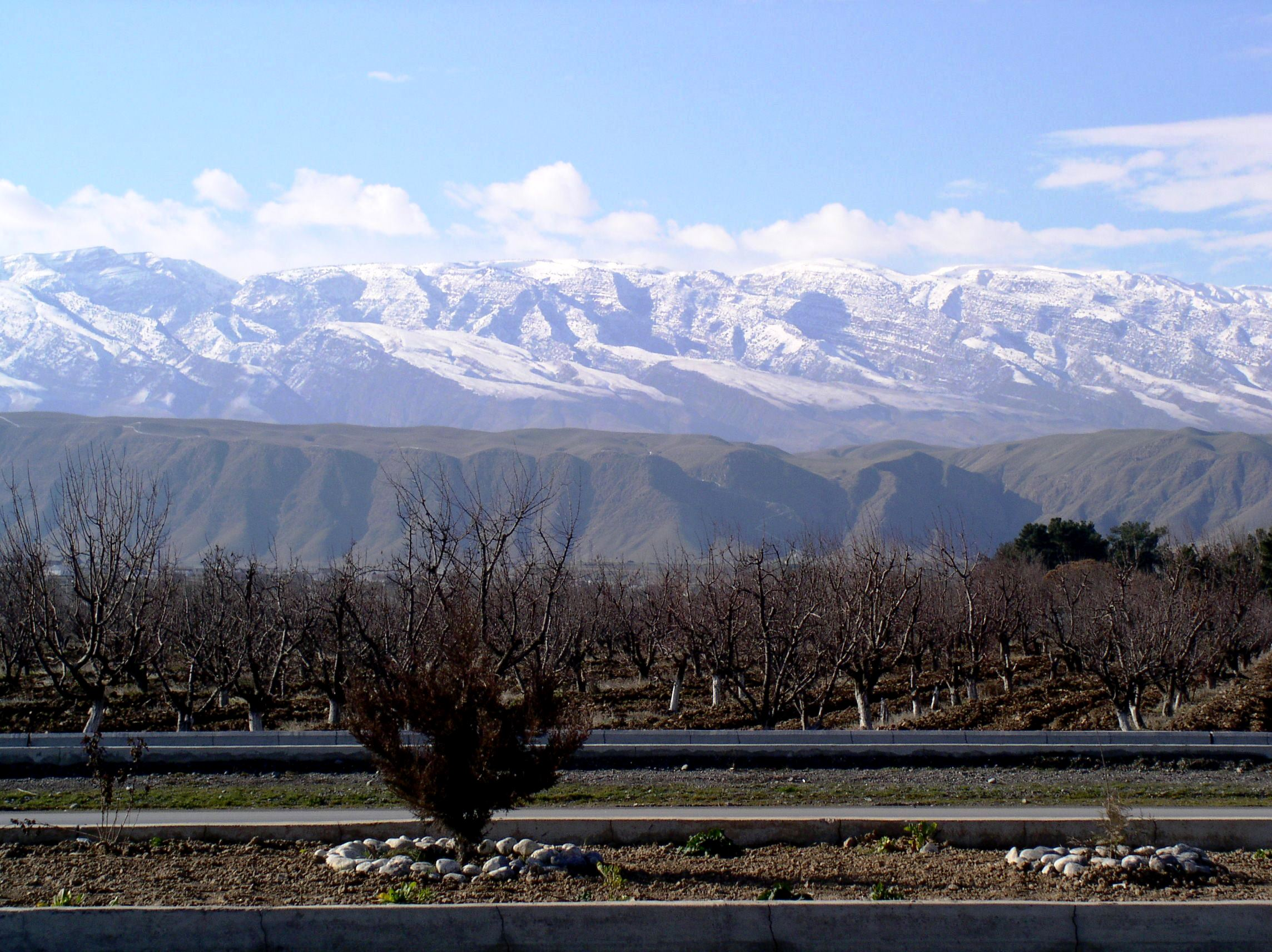
Kopet-Dag von Bereket aus gesehen

Bereket (früher Gazanjyk) ist eine Stadt in der westlichen Provinz Balkan in Turkmenistan. In Bereket leben nach einer Berechnung aus dem Jahr 2010 23.762 Menschen.

## Lage
Bereket liegt in den westlichen Ausläufern der Karakum-Wüste und nördlich des Kopet-Dag-Gebirges, das an der Grenze zwischen dem Iran und Turkmenistan verläuft. Die Hauptstadt Asgabat liegt circa 300 Kilometer südöstlich von Bereket, die Hafenstadt Türkmenbasy befindet sich in 230 Kilometer Entfernung nordwestlich.

## Wirtschaft
Wie weite Teile der Provinz Balkan ist auch Bereket landwirtschaftlich geprägt. Wichtige Erwerbszweige stellen der Anbau von Weizen, Melonen und Kürbissen dar.

## Infrastruktur

### Straßen
Bereket liegt an der Fernstraße M37, die die wichtigste Verkehrsachse des Landes bildet und Bereket unter anderem mit Gyzylarbat, Asgabat, Türkmenbasy und Türkmenabat verbindet. Da die M37 Teil der Europastraße 60 ist, ist Bereket auch an diese Fernstraße angebunden, die von Brest (Frankreich) nach Irkeschtam (Kirgisistan) führt.

### Wasser
Auf Grund der trockenen Umgebung in der Karakum-Wüste stellt die Wasserversorgung in der Region eine Herausforderung dar. Bereket und seine Landwirtschaft sind deshalb auch auf den Karakum-Kanal angewiesen, der Wasser aus dem Amudarja zur Bewässerung in die Karakum-Wüste leitet.

### Eisenbahn

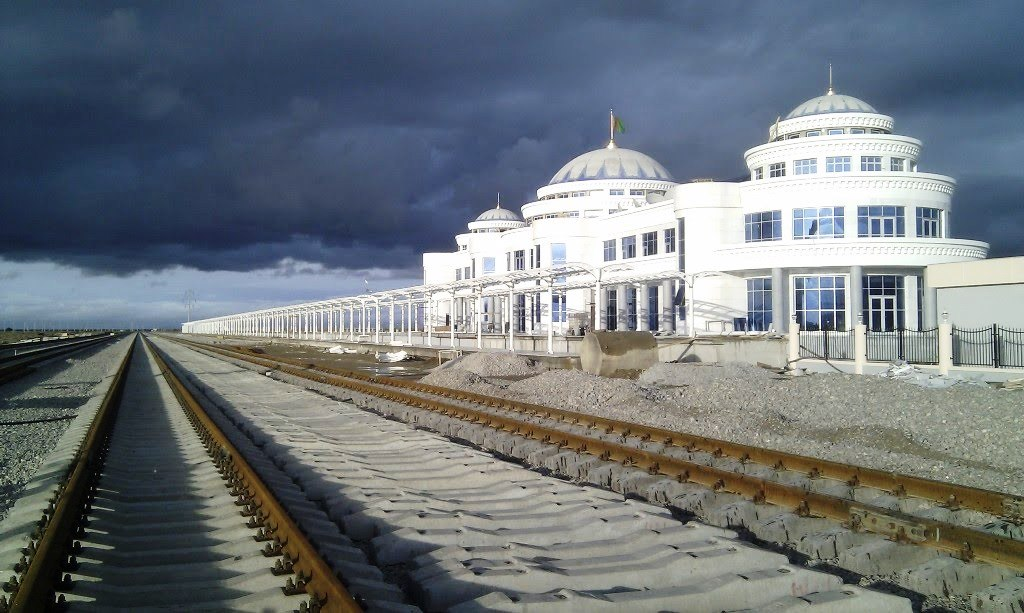
Der neue Hauptbahnhof Bereket, 2013

Bereket liegt an einem Abschnitt der Transkaspischen Eisenbahn, der zwischen 1880 und 1885 gebaut wurde.  Die Transkaspische Eisenbahn kreuzt hier den Transnationalen Nord-Süd-Korridor, eine Bahnstrecke von Schangaösen (Kasachstan) nach Gorgan im Iran. Am 3. Dezember 2014 wurde in Anwesenheit der Präsidenten des Irans, Kasachstans und Turkmenistans die neue Strecke eröffnet.